# One (banda)
One foi uma boy band greco-cipriota que surgiu em 1999 e é reconhecida como a primeira  boy band da Grécia e de Chipre.
A banda foi formada pelo compositor Giorgos Theofanous que escreveu todas a s canções deles lyrics, e era constituída ainda por Constantinos Christoforou, Demetres Koutsavlakis, Philippos Constantinos, Argyris Nastopoulos e Panos Tserpes. Em 2003, Christoforou deixou a banda, um pouco antes de a banda se ter dissolvido. Nos seus seis anos de existência, eles gozaram de muito sucesso comercial e obtiveram vários discos de paltina, como fizeram atuaç~eos memoráveis com cantores gregos de sucesso em music halls e em concertos.
Em julho de 1999, a banda lançou o seu primeiro single, tendo o seu primeiro álbum sido lançado em outubro desse ano. 

## Festival Eurovisão da Canção 2002
Nos finais de 2002, a televisão estatal cipriota convidou a banda para representar o país no Festival Eurovisão da Canção 2002. A banda aceite o convite e Theofanous escreveu a canção "Gimme" especialmente para a ocasião. A banda terminou em sexto lugar e conseguiu discos de platina em Chipre e na Grécia. 
Christoforou já havia representado Chipre no Festival Eurovisão da Canção 1996 com a canção  "Mono Yia Mas".
Christoforou voltou a representar Chipre no Festival Eurovisão da Canção 2005 com o tema  "Ela Ela (Come Baby)".

## Discografia
A banda lançou 5 álbuns de estúdio, 1 álbum ao vivo, 4 maxi singles e muitos singles. As vendas ultrapassaram as 700.000 cópias. 

### Álbuns de estúdio
- 1999: ONE, com sucessos como "Proti Mou Fora", "Stin Agakalia Sou" e outras canções. Alcançou disco de platina na Grécia (50. 000 copias) e também em Chipre  (8.000 cópias)
- 2001: Moro Mou
- 2002: Eho Tosa Na Sou Po
- 2003: ONEira
- 2004: Meta Apo Chronia (2004)

### Álbuns ao vivo
2003: BEST OF ONE - LIVE STO LIKAVITO (Best Of One - Live At the Likavitos Theatre)

### EPs/Maxi Singles
- 1999: One (1999)
- 2000: 200One
- 2002: Gimme
- 2002: Dame
- 2003: Kainouria arhi

| Precedido por Voice com Nomiza | Chipre no Festival Eurovisão da Canção 2002 | Sucedido por Stelios Constantas com Feeling Alive |